# Zumbástico Fantástico
Zumbástico Fantástico es un programa de televisión chileno emitido por TVN, Cartoon Network (Latinoamérica) y TV Educa Chile, el programa tiene una duración de 30 minutos, fue producido por "TVN" y "Sólo por las Niñas" (ahora Zumbastico Studios). La serie se transmitió en Cartoon Network desde el 1 de noviembre de 2011, la serie contiene animaciones hechas por dibujantes chilenos.

## Descripción
Una serie original de Zumbastico Studios (2011)
Zumbástico Fantástico es mucho más que un programa. Es un gran bloque de animación con nuevos y alucinantes cortos estrenados cada semana.
"El Asombroso Ombligo de Edgar", "Chanchi Perri", "La Liga de los Semi-Héroes", "Pepe, un cuadrado en un mundo redondo" y "Telonio y sus demonios" son las series animadas que forman parte de Zumbástico Fantástico.
Ahora en Cartoon Network Latin America
17 x 26'

## Reparto
| Imagen                                | Personaje                    | Actor de doblaje           |
| La liga de los semi heroes            | La liga de los semi heroes   | La liga de los semi heroes |
| ------------------------------------- | ---------------------------- | -------------------------- |
|                                       | Atarantiz                    | Claudio "Guayi" Mas        |
|                                       | Vertigo                      | Cristián Lizama            |
|                                       | Astigmato                    | Rodrigo Saavedra           |
|                                       | General Cochijunti           | Cristián Lizama            |
|                                       | Julicio el gato              | Sonidos de gatos           |
|                                       | Superman                     | Álvaro Ceppi               |
| Chanchiperri                          |                              |                            |
|                                       | Chanchiperri                 | Rodrigo Saavedra           |
|                                       | Perrichan                    | Bernardita Ojeda           |
|                                       | Avelinda                     | Carolina Villanueva        |
|                                       | Madre de Chanchiperri        | Ricardo Soto               |
|                                       | Alcalde del pueblo de bondad | Álvaro Ceppi               |
| Telonio y sus demonios                |                              |                            |
|                                       | Telonio                      | ¿?                         |
|                                       | Oño                          | Cristián Lizama            |
|                                       | Lula                         | Vanesa Silva               |
|                                       | Melonio                      | Rodrigo Saavedra           |
| Pepe, un cuadrado en un mundo redondo |                              |                            |
|                                       | Pepe                         | Álvaro Ceppi               |
|                                       | Pancho                       | Pablo Castillo             |
|                                       | Petunia                      | Vanesa Silva               |
|                                       | Pitágoras                    | Ricardo Soto               |
| El sorprendente ombligo de Edgar      |                              |                            |
|                                       | Edgar                        | Pablo Castillo             |
|                                       | Madre de Edgar               | Vanesa Silva               |
|                                       | Padre de Edgar               | Álvaro Ceppi               |
|                                       | Narrador                     | Ricardo Soto               |

## Transmitido
| Cadena de televisión         | Canal           | País          | País                                          |
| ---------------------------- | --------------- | ------------- | --------------------------------------------- |
| Televisión Nacional de Chile | 7               | Chile         | Bandera de Chile                              |
| TV Educa Chile               |                 | Chile         | Bandera de Chile                              |
| Conaculta                    | 22              | México        | Bandera de México                             |
| Turner                       | Cartoon Network | Latinoamérica | Bandera de la Unión de Naciones Suramericanas |

## Lista de Programas de Zumbástico Fantástico
- Telonio y sus demonios
- Pepe, un cuadrado en un mundo redondo
- El sorprendente ombligo de Edgar
- Chanchiperri
- La Liga de los Semi-Héroes

- Datos: Q8075229